# Tour Down Under 2004
El Tour Down Under 2004, sisena edició del Tour Down Under, es disputà entre el 20 i el 25 de gener de 2004 sobre un recorregut total de 735 quilòmetres repartits entre sis etapes.
La cursa fou guanyada per l'australià Patrick Jonker (Team UniSA), que fou acompanyat al podi pels també australians Robbie McEwen (Lotto-Domo) i Baden Cooke (FDJeux.com).
Quant a les classificacions secundàries, la classificació dels punts fou per a Robbie McEwen (Lotto-Domo), la de la muntanya per a Paolo Tiralongo (Ceramica Panaria-Margres), la dels joves per a Philippe Gilbert (FDJeux.com) i la dels equips pel Team UniSA.

## Equips participants
En la sisena edició del Tour Down Under hi prenen part dotze equips, tres d'australians, un d'estatunidenc i vuit d'europeus.
| Selecció d'Austràlia | Lotto-Domo               | Crédit agricole      |
| Team UniSA           | Domina Vacanze           | Quick Step-Davitamon |
| United Water         | FDJeux.com               | Bankgiroloterij      |
| AG2R Prévoyance      | Ceramica Panaria-Margres | Navigators Insurance |

## Les etapes
| Etapa | Data        | Recorregut             | km       | Vencedor d'etapa | Líder de la general |
| ----- | ----------- | ---------------------- | -------- | ---------------- | ------------------- |
| 1a    | 20 de gener | Adelaida - Adelaida    | 50,0 km  | Robbie McEwen    | Robbie McEwen       |
| 2a    | 21 de gener | Norwood - Kapunda      | 157,0 km | David McPartland | David McPartland    |
| 3a    | 22 de gener | Goolwa - Victor Harbor | 150,0 km | Philippe Gilbert | Patrick Jonker      |
| 4a    | 23 de gener | Unley - Hahndorf       | 141,0 km | Robbie McEwen    | Patrick Jonker      |
| 5a    | 24 de gener | Willunga - Willunga    | 147,0 km | Ben Day          | Patrick Jonker      |
| 6a    | 25 de gener | Adelaida - Adelaida    | 90,0 km  | Baden Cooke      | Patrick Jonker      |

## Classificació final
|    | Ciclista                 | Equip                    | Temps       |
| -- | ------------------------ | ------------------------ | ----------- |
| 1  | Patrick Jonker (AUS)     | Team UniSA               | 16h 32' 19" |
| 2  | Robbie McEwen (AUS)      | Lotto-Domo               | + 1' 13"    |
| 3  | Baden Cooke (AUS)        | FDJeux.com               | + 1' 21"    |
| 4  | Philippe Gilbert (BEL)   | FDJeux.com               | + 1' 28"    |
| 5  | Massimo Giunti (ITA)     | Domina Vacanze           | + 1' 28"    |
| 6  | Murilo Fischer (BRA)     | Domina Vacanze           | + 1' 29"    |
| 7  | Giuliano Figueras (ITA)  | Ceramica Panaria-Margres | + 1' 30"    |
| 8  | Aleksandr Botxarov (RUS) | Crédit Agricole          | + 1' 31"    |
| 9  | Luke Roberts (AUS)       | Team UniSA               | + 1' 47"    |
| 10 | Gene Bates (AUS)         | Team UniSA               | + 2' 56"    |